# Instalații sanitare

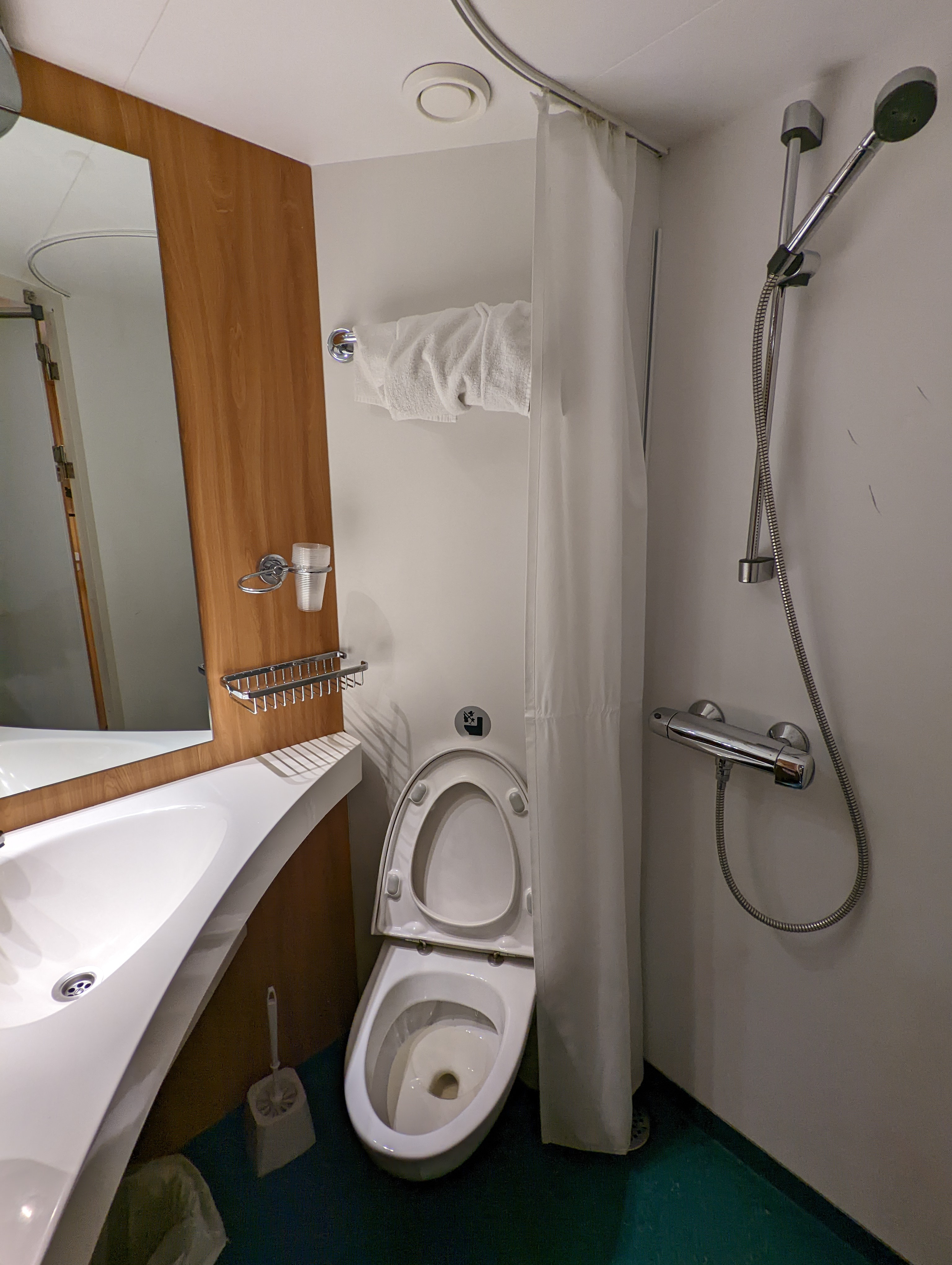
Instalație sanitară în cabina unei bărci, Baltic Princess

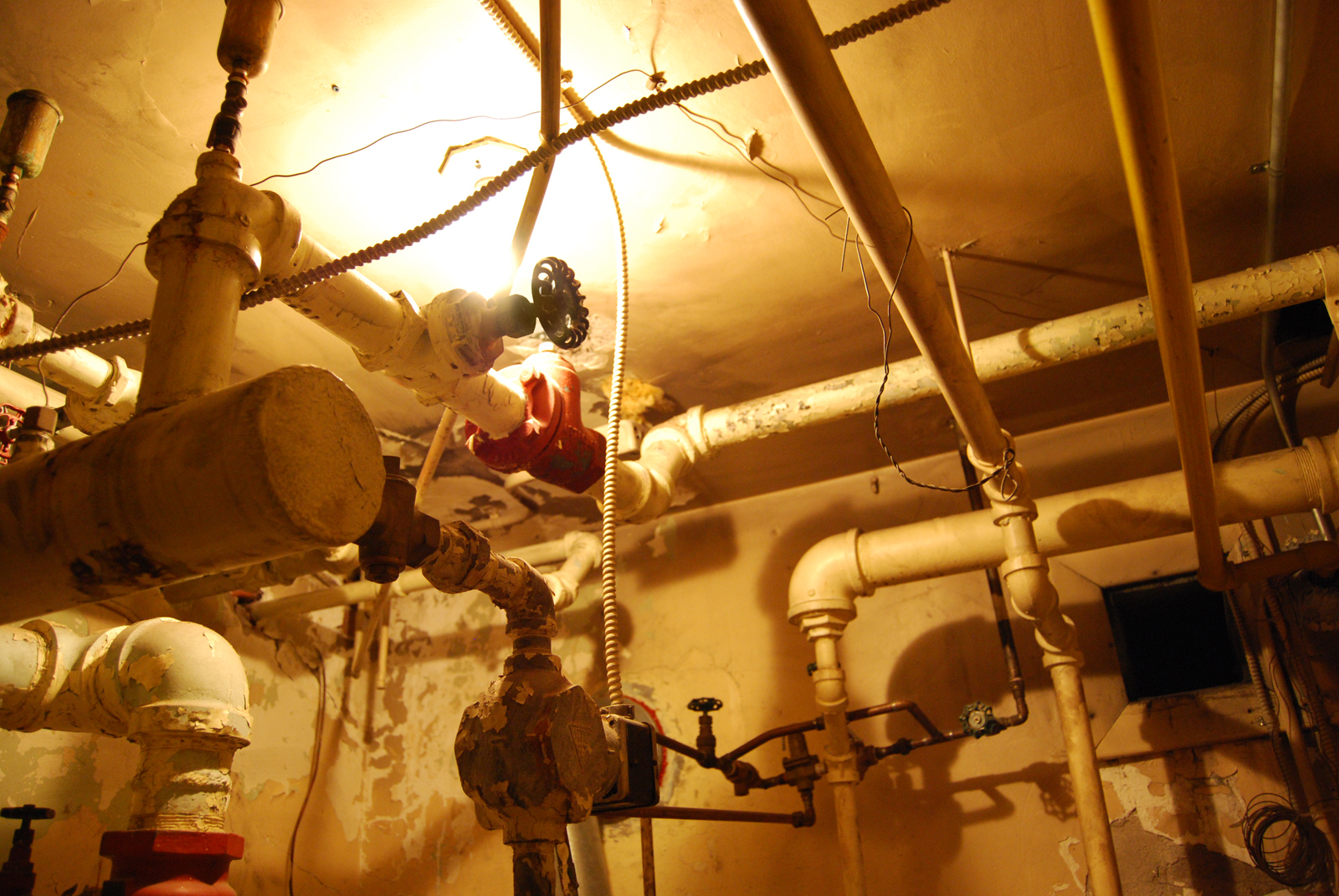
Un aranjament complex de țevi rigide din oțel și supape de oprire reglează debitul către diferite părți ale clădirii, a se vedea trasele și coturile țevilor

În arhitectură și construcții, o instalație sanitară cuprinde, pe lângă obiectele sanitare, robinete, conducte, alimentări, scurgerile și racordurile necesare bunei funcționări a instalațiilor sanitare, și prin extensie toate încăperile cu apă: baie, dușuri, spălătorie, bucătarie, etc.
Acestea sunt toate instalațiile de igienă dintr-o clădire sau locuință, fiind realizate de instalator.
Instalația sanitară este orice sistem care transportă fluide pentru o gamă largă de sectoare. Instalațiile sanitare folosesc țevi, supape, corpuri sanitare, rezervoare și alte aparate pentru a transporta fluide. Încălzirea și răcirea ventilatoarelor(HVAC)
, eliminarea deșeurilor și livrarea apei potabile sunt printre cele mai comune utilizări pentru instalații sanitare, dar nu se limitează la aceste sectoare de activitate. Cuvântul derivă din latinescul plumb, plumbum, deoarece primele țevi eficiente folosite în epoca romană au fost țevile de plumb. 
În lumea dezvoltată, infrastructura sanitară este esențială pentru sănătatea publică și salubritate.

## Istorie
Instalațiile sanitare au început să apară odată în timpul civilizațiilor antice, deoarece la acea perioadă erau dezvoltate băi publice și trebuiau să se asigure apă potabilă și eliminarea apelor uzate pentru un număr mai mare de oameni. 
Mesopotamienii au introdus în lume conductele de canalizare din argilă în jurul anului 4000 î.Hr., cele mai vechi exemple găsite în Templul lui Bel la Nippur și la Eshnunna, folosite pentru a îndepărta apele uzate din locuri și pentru a capta apa de ploaie în puțuri.
Orașul Uruk conține cele mai vechi exemple cunoscute de latrine construite din cărămidă, construite deasupra țevilor de canalizare din lut ars interconectate, c. 3200 î.Hr. Țevile de lut au fost folosite mai târziu în orașul Hitiți Hattușa. Aveau segmente ușor detașabile și înlocuibile și permiteau curățarea.
Majoritatea orașelor mari de astăzi au conducte de țevi pentru colectarea deșeurilor solide către stațiile de epurare pentru a separa și purifica parțial apa, înainte de a se vărsa în pâraiele sau în alte corpuri de apă.

## Clasificare instalații sanitare
Instalațiile sanitare includ:

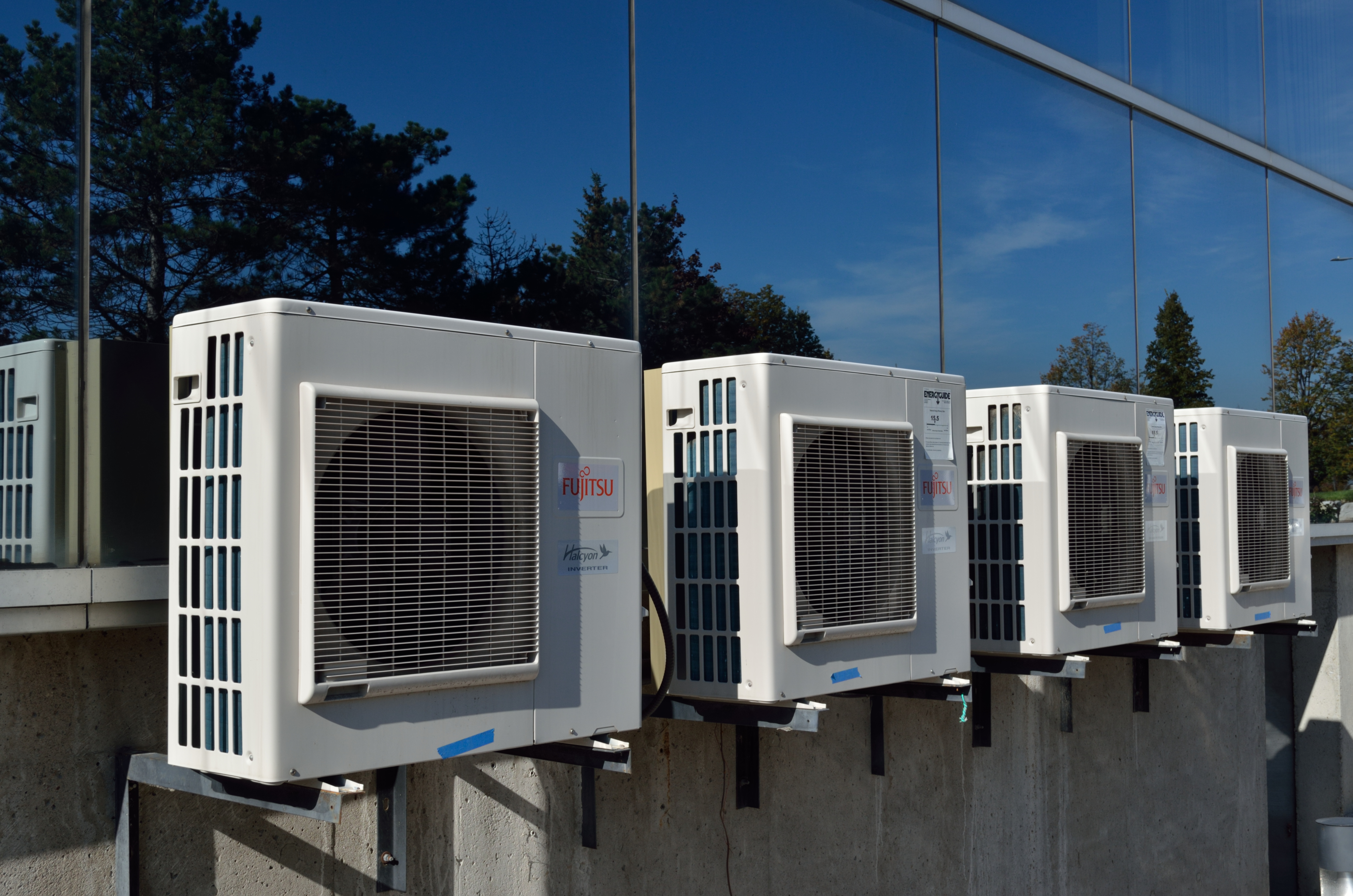
O serie de aparate de aer condiționat în afara unei clădiri de birouri

- instalație apa (apa rece, apa calda, apa circulantă);
- instalarea sistemelor de canalizare (sanitar, pluvial, tehnologic);
- instalație de protecție împotriva incendiilor (sprinkler,hidrant);
- instalație de încălzire;
- instalație de refrigerare;
- instalare freon;
- instalație de ventilație (ventilație mecanică, ventilație gravitațională, aerare);
- instalație de ventilație la incendiu (extragere fum, alimentare cu aer de incendiu);
- instalație aer condiționat;
- instalație de gaz;
- instalație de aer comprimat.

## Țeavă de apă
O țeavă de apă este o țeavă sau un tub, deseori din plastic sau metal, care transportă apă proaspătă sub presiune și tratată către o clădire (ca parte a unui sistem municipal de apă ), precum și în interiorul clădirii.

### Diferența dintre țevi și țevi
Diferența dintre țevi și țevi este o chestiune de dimensionare. De exemplu, țevile din PVC pentru aplicații sanitare și țevile din oțel galvanizat sunt măsurate în dimensiunea țevii de fier (IPS). Tubul de cupru, CPVC, PeX și alte tuburi sunt măsurate nominal, practic un diametru mediu. Aceste scheme de dimensionare permit adaptarea universală a fitingurilor de tranziție. De exemplu, tubul PeX de 1/2" are aceeași dimensiune ca tubul de cupru de 1/2". Pe de altă parte, PVC de 1/2 inch nu are aceeași dimensiune cu tubul de 1/2 inch și, prin urmare, necesită un adaptor filetat tată sau femel pentru a le conecta. Când este folosit în irigarea agricolă, forma singulară „țeavă” este adesea folosită la plural. 
Țeava este disponibilă în îmbinări rigide, care vin în lungimi diferite în funcție de material. Tuburile, în special cuprul, sunt disponibile în îmbinări rigide călite dure sau role moi. Tuburile PeX și CPVC sunt disponibile și în îmbinări rigide sau role flexibile. Temperamentul cuprului, fie că este o îmbinare rigidă sau o rolă flexibilă, nu afectează dimensionarea.
Grosimea conductei de apă și a pereților tubului poate varia. Deoarece conductele și tuburile sunt mărfuri, a avea o grosime a peretelui mai mare implică un cost inițial mai mare. Țeava cu pereți mai groși implică, în general, o durabilitate mai mare și toleranțe mai mari la presiune. Grosimea peretelui țevii este indicată prin diverse programe sau pentru țevile din polietilenă cu diametru mare în Marea Britanie prin raportul de dimensiuni standard (SDR), definit ca raportul dintre diametrul țevii și grosimea peretelui său. Grosimea peretelui conductei crește odată cu programul și este disponibilă în programele 20, 40, 80 și mai mari în cazuri speciale.

### Materiale
Sistemele de apă din antichitate se bazau pe gravitație pentru alimentarea cu apă, folosind țevi sau canale, de obicei, făcute din lut, plumb, bambus, lemn sau piatră.

### Oțel
Conductele de alimentare și distribuție cu apă potabilă din oțel galvanizat se găsesc în mod obișnuit cu dimensiuni nominale ale țevilor de la 3 ⁄ 8 inchi (9,5 mm) la 2 inchi (51 mm).
Acestea se găsesc de obicei în hoteluri, blocuri de apartamente și alte spații comerciale. Țeava de oțel neagră este cel mai utilizată pentru instalațiile sprinklere de incendiu și gaz natural.

### Cupru
Țevile și tuburile de cupru au fost utilizate pe scară largă pentru sistemele de apă menajeră în a doua jumătate a secolului al XX-lea. Cererea de produse din cupru a scăzut din cauza creșterii dramatice a prețului cuprului, ducând la creșterea cererii pentru produse alternative, inclusiv oțel inoxidabil.

### Plastic
Conducta din plastic este utilizată pe scară largă pentru alimentarea cu apă menajeră și conducta de evacuare a deșeurilor (DWV). Principalele tipuri includ: clorura de polivinil (PVC) a fost produsă experimental în secolul al XIX-lea, dar nu a devenit practic de fabricat până în 1926, când Waldo Semon de la BF Goodrich Co. a dezvoltat o metodă de plastificare a PVC-ului, făcându-l mai ușor de prelucrat. Țeava din PVC a început să fie fabricată în anii 1940 și a fost utilizată pe scară largă pentru conductele de evacuare, deșeuri și ventilație în timpul reconstrucției Germaniei și Japoniei după cel de-al Doilea Război Mondial.
- PVC – țevi din plastic rigid similare țevilor de scurgere din PVC, dar cu pereți mai groși pentru a face față presiunii apei municipale, introduse în jurul anului 1970. PVC înseamnă clorură de polivinil și a devenit un înlocuitor obișnuit pentru țevile metalice. PVC-ul trebuie folosit numai pentru apa rece sau pentru aerisire[12].
- PP – Materialul este folosit în principal în articole de uz casnic, ambalaje alimentare și echipamente clinice[13], dar de la începutul anilor 1970 a cunoscut o utilizare din ce în ce mai mare la nivel mondial atât pentru apă caldă, cât și pentru cea rece. Țevile din PP sunt topite la căldură, fiind nepotrivite pentru utilizarea adezivilor, solvenților sau fitingurilor mecanice. Țeava PP este adesea folosită în proiecte de construcție ecologică[14]

## Protecția împotriva incendiilor
Protecția împotriva incendiilor în clădirile publice sau blocurile de locuințe este asigurată de dispozitive care folosesc apa ca mijloc de stingere. Acestea sunt adesea furnizate de rețeaua locală de distribuție a apei.

### Hidrant de incendiu interior

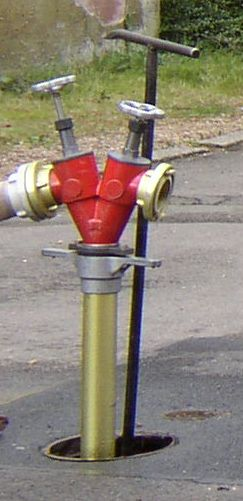
Hidrant exterior cu racord pentru furtune de refulare

Articol principal :  Hidrant de incendiu interior

### Hidrant de incendiu exterior
Articol principal :  Hidrant de incendiu exterior

### Coloană uscată
Articol principal :  Coloană uscată

### Instalație sprinkler
Articol principal :  Instalație Sprinkler

## Interacțiunea instalațiilor cu construcțiile

### Încălzire, ventilație
Încălzirea, ventilația si aerul condiționat(HVAC) se ocupa de ventilația si încălzirea spatiilor sanitare. În ventilație mecanică controlată, spațiile sanitare sunt amplasate în depresiune pentru ca aerul pe care îl conțin, viciat și încărcat de umiditate, să nu se răspândească în alte încăperi din casă.

### Instalația electrică
În încăperile umede(băi) se folosesc numai echipamente care îndeplinesc gradul de protecție potrivit reglementărilor tehnice, respectiv instalarea echipamentelor electrice în legătură cu obiectele sanitare.